# Ardèche Classic 2023
Ardèche Classic 2023, oficjalnie Faun-Ardèche Classic 2023 – 23. edycja wyścigu kolarskiego Ardèche Classic, która odbyła się 25 lutego 2023 na trasie o długości ponad 168 kilometrów wokół miejscowości Guilherand-Granges. Impreza kategorii 1.Pro była częścią UCI ProSeries 2023.

## Uczestnicy

### Drużyny
| WorldTeams (13)- AG2R Citroën Team - Arkéa-Samsic - Astana Qazaqstan Team - Bora-Hansgrohe - Cofidis - EF Education-EasyPost - Groupama-FDJ - Intermarché-Circus-Wanty - Soudal Quick-Step - Team DSM - Team Jayco AlUla - Trek-Segafredo - UAE Team Emirates ProTeams (6)- Bingoal WB - Israel-Premier Tech - Lotto Dstny - TotalEnergies - Tudor Pro Cycling Team - Uno-X Pro Cycling Team Continental teams (2)- CIC U Nantes Atlantique - Saint Michel-Mavic-Auber 93 |
| |

### Lista startowa
| UAE Team Emirates UAD         | UAE Team Emirates UAD   | UAE Team Emirates UAD |
| ----------------------------- | ----------------------- | --------------------- |
| Nr                            | Kolarz                  | Miejsce               |
| 1                             | Diego Ulissi (ITA)      | 35.                   |
| 2                             | George Bennett (NZL)    | 36.                   |
| 3                             | Finn Fisher-Black (NZL) | 106.                  |
| 4                             | Ryan Gibbons (RSA)      | 68.                   |
| 5                             | Davide Formolo (ITA)    | 29.                   |
| 6                             | Felix Groß (GER)        | DNF                   |
| Dyrektor sportowy : Tomás Gil |                         |                       |

| Bora-Hansgrohe BOH             | Bora-Hansgrohe BOH           | Bora-Hansgrohe BOH |
| ------------------------------ | ---------------------------- | ------------------ |
| Nr                             | Kolarz                       | Miejsce            |
| 11                             | Sergio Higuita (COL) (szosa) | 20.                |
| 12                             | Jai Hindley (AUS)            | 32.                |
| 13                             | Cesare Benedetti (POL)       | 79.                |
| 14                             | Victor Koretzky (FRA)        | DNF                |
| 15                             | Anton Palzer (GER)           | 71.                |
| 16                             | Cian Uijtdebroeks (BEL)      | 16.                |
| 17                             | Frederik Wandahl (DEN)       | 43.                |
| Dyrektor sportowy : Rolf Aldag |                              |                    |

| Intermarché-Circus-Wanty ICW           | Intermarché-Circus-Wanty ICW | Intermarché-Circus-Wanty ICW |
| -------------------------------------- | ---------------------------- | ---------------------------- |
| Nr                                     | Kolarz                       | Miejsce                      |
| 21                                     | Lilian Calmejane (FRA)       | 18.                          |
| 22                                     | Francesco Busatto (ITA)      | 70.                          |
| 23                                     | Rui Costa (POR)              | 9.                           |
| 24                                     | Laurens Huys (BEL)           | 50.                          |
| 25                                     | Lorenzo Rota (ITA)           | 7.                           |
| 27                                     | Georg Zimmermann (GER)       | 22.                          |
| Dyrektor sportowy : Frederik Veuchelen |                              |                              |

| Soudal Quick-Step SOQ              | Soudal Quick-Step SOQ    | Soudal Quick-Step SOQ |
| ---------------------------------- | ------------------------ | --------------------- |
| Nr                                 | Kolarz                   | Miejsce               |
| 31                                 | Julian Alaphilippe (FRA) | 1.                    |
| 32                                 | Andrea Bagioli (ITA)     | 41.                   |
| 33                                 | Rémi Cavagna (FRA)       | 101.                  |
| 34                                 | Dries Devenyns (BEL)     | DNF                   |
| 35                                 | James Knox (GBR)         | 105.                  |
| 36                                 | Martin Svrček (SVK)      | DNF                   |
| 37                                 | Ilan Van Wilder (BEL)    | 21.                   |
| Dyrektor sportowy : Davide Bramati |                          |                       |

| Groupama-FDJ GFC                      | Groupama-FDJ GFC         | Groupama-FDJ GFC |
| ------------------------------------- | ------------------------ | ---------------- |
| Nr                                    | Kolarz                   | Miejsce          |
| 41                                    | David Gaudu (FRA)        | 2.               |
| 42                                    | Bruno Armirail (FRA)     | 99.              |
| 43                                    | Romain Grégoire (FRA)    | 5.               |
| 44                                    | Lenny Martinez (FRA)     | 17.              |
| 45                                    | Quentin Pacher (FRA)     | 47.              |
| 46                                    | Matthieu Ladagnous (FRA) | 83.              |
| 47                                    | Lorenzo Germani (ITA)    | DNF              |
| Dyrektor sportowy : Benoît Vaugrenard |                          |                  |

| Cofidis COF                         | Cofidis COF            | Cofidis COF |
| ----------------------------------- | ---------------------- | ----------- |
| Nr                                  | Kolarz                 | Miejsce     |
| 51                                  | Guillaume Martin (FRA) | 8.          |
| 52                                  | Eddy Finé (FRA)        | 80.         |
| 53                                  | Rémy Rochas (FRA)      | 52.         |
| 54                                  | Victor Lafay (FRA)     | 4.          |
| 55                                  | Axel Mariault (FRA)    | 84.         |
| 56                                  | Anthony Perez (FRA)    | 23.         |
| 57                                  | Thomas Champion (FRA)  | 78.         |
| Dyrektor sportowy : Benjamin Giraud |                        |             |

| Trek-Segafredo TFS               | Trek-Segafredo TFS       | Trek-Segafredo TFS |
| -------------------------------- | ------------------------ | ------------------ |
| Nr                               | Kolarz                   | Miejsce            |
| 61                               | Mattias Skjelmose (DEN)  | 3.                 |
| 62                               | Julien Bernard (FRA)     | 55.                |
| 63                               | Dario Cataldo (ITA)      | DNF                |
| 64                               | Tony Gallopin (FRA)      | DNF                |
| 66                               | Quinn Simmons (USA)      | 87.                |
| 67                               | Natnael Tesfatsion (ERI) | 95.                |
| Dyrektor sportowy : Kim Andersen |                          |                    |

| Arkéa-Samsic ARK              | Arkéa-Samsic ARK          | Arkéa-Samsic ARK |
| ----------------------------- | ------------------------- | ---------------- |
| Nr                            | Kolarz                    | Miejsce          |
| 71                            | Louis Barré (FRA)         | 72.              |
| 72                            | Ewen Costiou (FRA)        | 37.              |
| 73                            | Nicolas Edet (FRA)        | DNF              |
| 74                            | Élie Gesbert (FRA)        | 27.              |
| 75                            | Clément Champoussin (FRA) | 103.             |
| 76                            | Michel Ries (LUX)         | 30.              |
| 77                            | Cristián Rodríguez (ESP)  | 28.              |
| Dyrektor sportowy : Yvon Caër |                           |                  |

| AG2R Citroën Team ACT | AG2R Citroën Team ACT        | AG2R Citroën Team ACT |
| --------------------- | ---------------------------- | --------------------- |
| Nr                    | Kolarz                       | Miejsce               |
| 82                    | Clément Venturini (FRA)      | 61.                   |
| 83                    | Mikaël Cherel (FRA)          | 25.                   |
| 84                    | Felix Gall (AUT)             | 6.                    |
| 85                    | Dorian Godon (FRA)           | 54.                   |
| 86                    | Nans Peters (FRA)            | 51.                   |
| 87                    | Aurélien Paret-Peintre (FRA) | 13.                   |

| Team Jayco AlUla JAY              | Team Jayco AlUla JAY       | Team Jayco AlUla JAY |
| --------------------------------- | -------------------------- | -------------------- |
| Nr                                | Kolarz                     | Miejsce              |
| 91                                | Matteo Sobrero (ITA)       | 76.                  |
| 92                                | Kevin Colleoni (ITA)       | 100.                 |
| 93                                | Alessandro De Marchi (ITA) | 102.                 |
| 94                                | Tsgabu Grmay (ETH)         | 44.                  |
| 95                                | Filippo Zana (ITA)         | 34.                  |
| 96                                | Jesús David Peña (COL)     | DNF                  |
| Dyrektor sportowy : Matthew White |                            |                      |

| EF Education-EasyPost EFE          | EF Education-EasyPost EFE        | EF Education-EasyPost EFE |
| ---------------------------------- | -------------------------------- | ------------------------- |
| Nr                                 | Kolarz                           | Miejsce                   |
| 101                                | Esteban Chaves (COL)             | 15.                       |
| 102                                | Jonathan Caicedo (ECU)           | 56.                       |
| 103                                | Sean Quinn (USA)                 | 88.                       |
| 104                                | Jefferson Alexander Cepeda (ECU) | 19.                       |
| 105                                | Odd Christian Eiking (NOR)       | 39.                       |
| 106                                | Mikkel Frølich Honoré (DEN)      | 40.                       |
| 107                                | Merhawi Kudus (ERI) (szosa)      | 96.                       |
| Dyrektor sportowy : Matti Breschel |                                  |                           |

| Team DSM DSM                             | Team DSM DSM             | Team DSM DSM |
| ---------------------------------------- | ------------------------ | ------------ |
| Nr                                       | Kolarz                   | Miejsce      |
| 111                                      | Romain Bardet (FRA)      | 11.          |
| 112                                      | Romain Combaud (FRA)     | 91.          |
| 113                                      | Matthew Dinham (AUS)     | 46.          |
| 114                                      | Chris Hamilton (AUS)     | 33.          |
| 115                                      | Lorenzo Milesi (ITA)     | 65.          |
| 116                                      | Martijn Tusveld (NED)    | 82.          |
| 117                                      | Max van der Meulen (NED) | DNF          |
| Dyrektor sportowy : Christian Guiberteau |                          |              |

| Astana Qazaqstan Team AST           | Astana Qazaqstan Team AST | Astana Qazaqstan Team AST |
| ----------------------------------- | ------------------------- | ------------------------- |
| Nr                                  | Kolarz                    | Miejsce                   |
| 121                                 | Andriej Zejc (KAZ)        | DNF                       |
| 122                                 | Alaksandr Rabuszenka      | 73.                       |
| 123                                 | Fabio Felline (ITA)       | 94.                       |
| 124                                 | Wadim Pronski (KAZ)       | DNF                       |
| 125                                 | Harold Martín López (ECU) | 42.                       |
| 127                                 | Nicolas Winokurow (KAZ)   | DNF                       |
| Dyrektor sportowy : Dmitrij Fofonow |                           |                           |

| Lotto Dstny LTD                    | Lotto Dstny LTD           | Lotto Dstny LTD |
| ---------------------------------- | ------------------------- | --------------- |
| Nr                                 | Kolarz                    | Miejsce         |
| 131                                | Andreas Kron (DEN)        | 81.             |
| 132                                | Ramses Debruyne (BEL)     | 85.             |
| 133                                | Jago Willems (BEL)        | 45.             |
| 134                                | Sylvain Moniquet (BEL)    | 75.             |
| 135                                | Harry Sweeny (AUS)        | 104.            |
| 136                                | Lennert Van Eetvelt (BEL) | 49.             |
| 137                                | Maxim Van Gils (BEL)      | 12.             |
| Dyrektor sportowy : Maxime Monfort |                           |                 |

| TotalEnergies TEN                   | TotalEnergies TEN       | TotalEnergies TEN |
| ----------------------------------- | ----------------------- | ----------------- |
| Nr                                  | Kolarz                  | Miejsce           |
| 141                                 | Pierre Latour (FRA)     | 10.               |
| 142                                 | Alexis Vuillermoz (FRA) | 59.               |
| 143                                 | Jérémy Cabot (FRA)      | DNF               |
| 144                                 | Fabien Doubey (FRA)     | DNF               |
| 145                                 | Valentin Ferron (FRA)   | 74.               |
| 146                                 | Alan Jousseaume (FRA)   | DNF               |
| 147                                 | Paul Ourselin (FRA)     | 58.               |
| Dyrektor sportowy : Lylian Lebreton |                         |                   |

| Israel-Premier Tech IPT         | Israel-Premier Tech IPT | Israel-Premier Tech IPT |
| ------------------------------- | ----------------------- | ----------------------- |
| Nr                              | Kolarz                  | Miejsce                 |
| 151                             | Michael Woods (CAN)     | 14.                     |
| 152                             | Marco Frigo (ITA)       | 60.                     |
| 153                             | Mason Hollyman (GBR)    | DNF                     |
| 155                             | Sebastian Berwick (AUS) | 86.                     |
| 157                             | Stephen Williams (GBR)  | DNF                     |
| Dyrektor sportowy : Rene Mandri |                         |                         |

| Uno-X Pro Cycling Team UXT        | Uno-X Pro Cycling Team UXT   | Uno-X Pro Cycling Team UXT |
| --------------------------------- | ---------------------------- | -------------------------- |
| Nr                                | Kolarz                       | Miejsce                    |
| 162                               | Torstein Træen (NOR)         | 26.                        |
| 163                               | Marcus Sander Hansen (DEN)   | DNF                        |
| 164                               | Ådne Holter (NOR)            | 57.                        |
| 165                               | Jacob Hindsgaul Madsen (DEN) | 92.                        |
| 166                               | Fredrik Dversnes (NOR)       | DNF                        |
| 167                               | Niklas Eg (DEN)              | 98.                        |
| Dyrektor sportowy : Jesper Mørkøv |                              |                            |

| Bingoal WB BWB                     | Bingoal WB BWB            | Bingoal WB BWB |
| ---------------------------------- | ------------------------- | -------------- |
| Nr                                 | Kolarz                    | Miejsce        |
| 171                                | Alexis Guérin (FRA)       | DNF            |
| 172                                | Floris De Tier (BEL)      | DNF            |
| 173                                | Johan Meens (BEL)         | 77.            |
| 174                                | Dimitri Peyskens (BEL)    | 67.            |
| 175                                | Lennert Teugels (BEL)     | 31.            |
| 176                                | Marco Tizza (ITA)         | 89.            |
| 177                                | Aaron Van der Beken (BEL) | 69.            |
| Dyrektor sportowy : Olivier Kaisen |                           |                |

| Tudor Pro Cycling Team TUD           | Tudor Pro Cycling Team TUD   | Tudor Pro Cycling Team TUD |
| ------------------------------------ | ---------------------------- | -------------------------- |
| Nr                                   | Kolarz                       | Miejsce                    |
| 181                                  | Sébastien Reichenbach (SUI)  | 38.                        |
| 182                                  | Nils Brun (SUI)              | DNF                        |
| 183                                  | Aloïs Charrin (FRA)          | 63.                        |
| 184                                  | Lucas Eriksson (SWE) (szosa) | 64.                        |
| 185                                  | Simon Pellaud (SUI)          | 62.                        |
| 186                                  | Alexander Kamp (DEN) (szosa) | DNF                        |
| 187                                  | Roland Thalmann (SUI)        | 48.                        |
| Dyrektor sportowy : Morgan Lamoisson |                              |                            |

| Saint Michel-Mavic-Auber 93 AUB | Saint Michel-Mavic-Auber 93 AUB | Saint Michel-Mavic-Auber 93 AUB |
| ------------------------------- | ------------------------------- | ------------------------------- |
| Nr                              | Kolarz                          | Miejsce                         |
| 191                             | Morne van Niekerk (RSA)         | DNF                             |
| 192                             | Thomas Devaux (FRA)             | DNF                             |
| 193                             | Nicolas Debeaumarché (FRA)      | DNF                             |
| 194                             | Joris Delbove (FRA)             | DNF                             |
| 195                             | Anthony Maldonado (FRA)         | DNF                             |
| 196                             | Florian Rapiteau (FRA)          | DNF                             |
| 197                             | Thomas Gachignard (FRA)         | 90.                             |
| Dyrektor sportowy : Tony Hurel  |                                 |                                 |

| CIC U Nantes Atlantique UCN           | CIC U Nantes Atlantique UCN | CIC U Nantes Atlantique UCN |
| ------------------------------------- | --------------------------- | --------------------------- |
| Nr                                    | Kolarz                      | Miejsce                     |
| 201                                   | Jordan Jegat (FRA)          | 24.                         |
| 202                                   | Yaël Joalland (FRA)         | 53.                         |
| 203                                   | Léo Danès (FRA)             | 93.                         |
| 204                                   | Maël Guégan (FRA)           | 66.                         |
| 205                                   | Robin Plamondon (CAN)       | 97.                         |
| 206                                   | Nolann Mahoudo (FRA)        | DNF                         |
| 207                                   | Noa Isidore (FRA)           | DNF                         |
| Dyrektor sportowy : Axel Clot-Courant |                             |                             |

| UAE Team Emirates UAD         | UAE Team Emirates UAD   | UAE Team Emirates UAD |
| ----------------------------- | ----------------------- | --------------------- |
| Nr                            | Kolarz                  | Miejsce               |
| 1                             | Diego Ulissi (ITA)      | 35.                   |
| 2                             | George Bennett (NZL)    | 36.                   |
| 3                             | Finn Fisher-Black (NZL) | 106.                  |
| 4                             | Ryan Gibbons (RSA)      | 68.                   |
| 5                             | Davide Formolo (ITA)    | 29.                   |
| 6                             | Felix Groß (GER)        | DNF                   |
| Dyrektor sportowy : Tomás Gil |                         |                       |

| Bora-Hansgrohe BOH             | Bora-Hansgrohe BOH           | Bora-Hansgrohe BOH |
| ------------------------------ | ---------------------------- | ------------------ |
| Nr                             | Kolarz                       | Miejsce            |
| 11                             | Sergio Higuita (COL) (szosa) | 20.                |
| 12                             | Jai Hindley (AUS)            | 32.                |
| 13                             | Cesare Benedetti (POL)       | 79.                |
| 14                             | Victor Koretzky (FRA)        | DNF                |
| 15                             | Anton Palzer (GER)           | 71.                |
| 16                             | Cian Uijtdebroeks (BEL)      | 16.                |
| 17                             | Frederik Wandahl (DEN)       | 43.                |
| Dyrektor sportowy : Rolf Aldag |                              |                    |

| Intermarché-Circus-Wanty ICW           | Intermarché-Circus-Wanty ICW | Intermarché-Circus-Wanty ICW |
| -------------------------------------- | ---------------------------- | ---------------------------- |
| Nr                                     | Kolarz                       | Miejsce                      |
| 21                                     | Lilian Calmejane (FRA)       | 18.                          |
| 22                                     | Francesco Busatto (ITA)      | 70.                          |
| 23                                     | Rui Costa (POR)              | 9.                           |
| 24                                     | Laurens Huys (BEL)           | 50.                          |
| 25                                     | Lorenzo Rota (ITA)           | 7.                           |
| 27                                     | Georg Zimmermann (GER)       | 22.                          |
| Dyrektor sportowy : Frederik Veuchelen |                              |                              |

| Soudal Quick-Step SOQ              | Soudal Quick-Step SOQ    | Soudal Quick-Step SOQ |
| ---------------------------------- | ------------------------ | --------------------- |
| Nr                                 | Kolarz                   | Miejsce               |
| 31                                 | Julian Alaphilippe (FRA) | 1.                    |
| 32                                 | Andrea Bagioli (ITA)     | 41.                   |
| 33                                 | Rémi Cavagna (FRA)       | 101.                  |
| 34                                 | Dries Devenyns (BEL)     | DNF                   |
| 35                                 | James Knox (GBR)         | 105.                  |
| 36                                 | Martin Svrček (SVK)      | DNF                   |
| 37                                 | Ilan Van Wilder (BEL)    | 21.                   |
| Dyrektor sportowy : Davide Bramati |                          |                       |

| Groupama-FDJ GFC                      | Groupama-FDJ GFC         | Groupama-FDJ GFC |
| ------------------------------------- | ------------------------ | ---------------- |
| Nr                                    | Kolarz                   | Miejsce          |
| 41                                    | David Gaudu (FRA)        | 2.               |
| 42                                    | Bruno Armirail (FRA)     | 99.              |
| 43                                    | Romain Grégoire (FRA)    | 5.               |
| 44                                    | Lenny Martinez (FRA)     | 17.              |
| 45                                    | Quentin Pacher (FRA)     | 47.              |
| 46                                    | Matthieu Ladagnous (FRA) | 83.              |
| 47                                    | Lorenzo Germani (ITA)    | DNF              |
| Dyrektor sportowy : Benoît Vaugrenard |                          |                  |

| Cofidis COF                         | Cofidis COF            | Cofidis COF |
| ----------------------------------- | ---------------------- | ----------- |
| Nr                                  | Kolarz                 | Miejsce     |
| 51                                  | Guillaume Martin (FRA) | 8.          |
| 52                                  | Eddy Finé (FRA)        | 80.         |
| 53                                  | Rémy Rochas (FRA)      | 52.         |
| 54                                  | Victor Lafay (FRA)     | 4.          |
| 55                                  | Axel Mariault (FRA)    | 84.         |
| 56                                  | Anthony Perez (FRA)    | 23.         |
| 57                                  | Thomas Champion (FRA)  | 78.         |
| Dyrektor sportowy : Benjamin Giraud |                        |             |

| Trek-Segafredo TFS               | Trek-Segafredo TFS       | Trek-Segafredo TFS |
| -------------------------------- | ------------------------ | ------------------ |
| Nr                               | Kolarz                   | Miejsce            |
| 61                               | Mattias Skjelmose (DEN)  | 3.                 |
| 62                               | Julien Bernard (FRA)     | 55.                |
| 63                               | Dario Cataldo (ITA)      | DNF                |
| 64                               | Tony Gallopin (FRA)      | DNF                |
| 66                               | Quinn Simmons (USA)      | 87.                |
| 67                               | Natnael Tesfatsion (ERI) | 95.                |
| Dyrektor sportowy : Kim Andersen |                          |                    |

| Arkéa-Samsic ARK              | Arkéa-Samsic ARK          | Arkéa-Samsic ARK |
| ----------------------------- | ------------------------- | ---------------- |
| Nr                            | Kolarz                    | Miejsce          |
| 71                            | Louis Barré (FRA)         | 72.              |
| 72                            | Ewen Costiou (FRA)        | 37.              |
| 73                            | Nicolas Edet (FRA)        | DNF              |
| 74                            | Élie Gesbert (FRA)        | 27.              |
| 75                            | Clément Champoussin (FRA) | 103.             |
| 76                            | Michel Ries (LUX)         | 30.              |
| 77                            | Cristián Rodríguez (ESP)  | 28.              |
| Dyrektor sportowy : Yvon Caër |                           |                  |

| AG2R Citroën Team ACT | AG2R Citroën Team ACT        | AG2R Citroën Team ACT |
| --------------------- | ---------------------------- | --------------------- |
| Nr                    | Kolarz                       | Miejsce               |
| 82                    | Clément Venturini (FRA)      | 61.                   |
| 83                    | Mikaël Cherel (FRA)          | 25.                   |
| 84                    | Felix Gall (AUT)             | 6.                    |
| 85                    | Dorian Godon (FRA)           | 54.                   |
| 86                    | Nans Peters (FRA)            | 51.                   |
| 87                    | Aurélien Paret-Peintre (FRA) | 13.                   |

| Team Jayco AlUla JAY              | Team Jayco AlUla JAY       | Team Jayco AlUla JAY |
| --------------------------------- | -------------------------- | -------------------- |
| Nr                                | Kolarz                     | Miejsce              |
| 91                                | Matteo Sobrero (ITA)       | 76.                  |
| 92                                | Kevin Colleoni (ITA)       | 100.                 |
| 93                                | Alessandro De Marchi (ITA) | 102.                 |
| 94                                | Tsgabu Grmay (ETH)         | 44.                  |
| 95                                | Filippo Zana (ITA)         | 34.                  |
| 96                                | Jesús David Peña (COL)     | DNF                  |
| Dyrektor sportowy : Matthew White |                            |                      |

| EF Education-EasyPost EFE          | EF Education-EasyPost EFE        | EF Education-EasyPost EFE |
| ---------------------------------- | -------------------------------- | ------------------------- |
| Nr                                 | Kolarz                           | Miejsce                   |
| 101                                | Esteban Chaves (COL)             | 15.                       |
| 102                                | Jonathan Caicedo (ECU)           | 56.                       |
| 103                                | Sean Quinn (USA)                 | 88.                       |
| 104                                | Jefferson Alexander Cepeda (ECU) | 19.                       |
| 105                                | Odd Christian Eiking (NOR)       | 39.                       |
| 106                                | Mikkel Frølich Honoré (DEN)      | 40.                       |
| 107                                | Merhawi Kudus (ERI) (szosa)      | 96.                       |
| Dyrektor sportowy : Matti Breschel |                                  |                           |

| Team DSM DSM                             | Team DSM DSM             | Team DSM DSM |
| ---------------------------------------- | ------------------------ | ------------ |
| Nr                                       | Kolarz                   | Miejsce      |
| 111                                      | Romain Bardet (FRA)      | 11.          |
| 112                                      | Romain Combaud (FRA)     | 91.          |
| 113                                      | Matthew Dinham (AUS)     | 46.          |
| 114                                      | Chris Hamilton (AUS)     | 33.          |
| 115                                      | Lorenzo Milesi (ITA)     | 65.          |
| 116                                      | Martijn Tusveld (NED)    | 82.          |
| 117                                      | Max van der Meulen (NED) | DNF          |
| Dyrektor sportowy : Christian Guiberteau |                          |              |

| Astana Qazaqstan Team AST           | Astana Qazaqstan Team AST | Astana Qazaqstan Team AST |
| ----------------------------------- | ------------------------- | ------------------------- |
| Nr                                  | Kolarz                    | Miejsce                   |
| 121                                 | Andriej Zejc (KAZ)        | DNF                       |
| 122                                 | Alaksandr Rabuszenka      | 73.                       |
| 123                                 | Fabio Felline (ITA)       | 94.                       |
| 124                                 | Wadim Pronski (KAZ)       | DNF                       |
| 125                                 | Harold Martín López (ECU) | 42.                       |
| 127                                 | Nicolas Winokurow (KAZ)   | DNF                       |
| Dyrektor sportowy : Dmitrij Fofonow |                           |                           |

| Lotto Dstny LTD                    | Lotto Dstny LTD           | Lotto Dstny LTD |
| ---------------------------------- | ------------------------- | --------------- |
| Nr                                 | Kolarz                    | Miejsce         |
| 131                                | Andreas Kron (DEN)        | 81.             |
| 132                                | Ramses Debruyne (BEL)     | 85.             |
| 133                                | Jago Willems (BEL)        | 45.             |
| 134                                | Sylvain Moniquet (BEL)    | 75.             |
| 135                                | Harry Sweeny (AUS)        | 104.            |
| 136                                | Lennert Van Eetvelt (BEL) | 49.             |
| 137                                | Maxim Van Gils (BEL)      | 12.             |
| Dyrektor sportowy : Maxime Monfort |                           |                 |

| TotalEnergies TEN                   | TotalEnergies TEN       | TotalEnergies TEN |
| ----------------------------------- | ----------------------- | ----------------- |
| Nr                                  | Kolarz                  | Miejsce           |
| 141                                 | Pierre Latour (FRA)     | 10.               |
| 142                                 | Alexis Vuillermoz (FRA) | 59.               |
| 143                                 | Jérémy Cabot (FRA)      | DNF               |
| 144                                 | Fabien Doubey (FRA)     | DNF               |
| 145                                 | Valentin Ferron (FRA)   | 74.               |
| 146                                 | Alan Jousseaume (FRA)   | DNF               |
| 147                                 | Paul Ourselin (FRA)     | 58.               |
| Dyrektor sportowy : Lylian Lebreton |                         |                   |

| Israel-Premier Tech IPT         | Israel-Premier Tech IPT | Israel-Premier Tech IPT |
| ------------------------------- | ----------------------- | ----------------------- |
| Nr                              | Kolarz                  | Miejsce                 |
| 151                             | Michael Woods (CAN)     | 14.                     |
| 152                             | Marco Frigo (ITA)       | 60.                     |
| 153                             | Mason Hollyman (GBR)    | DNF                     |
| 155                             | Sebastian Berwick (AUS) | 86.                     |
| 157                             | Stephen Williams (GBR)  | DNF                     |
| Dyrektor sportowy : Rene Mandri |                         |                         |

| Uno-X Pro Cycling Team UXT        | Uno-X Pro Cycling Team UXT   | Uno-X Pro Cycling Team UXT |
| --------------------------------- | ---------------------------- | -------------------------- |
| Nr                                | Kolarz                       | Miejsce                    |
| 162                               | Torstein Træen (NOR)         | 26.                        |
| 163                               | Marcus Sander Hansen (DEN)   | DNF                        |
| 164                               | Ådne Holter (NOR)            | 57.                        |
| 165                               | Jacob Hindsgaul Madsen (DEN) | 92.                        |
| 166                               | Fredrik Dversnes (NOR)       | DNF                        |
| 167                               | Niklas Eg (DEN)              | 98.                        |
| Dyrektor sportowy : Jesper Mørkøv |                              |                            |

| Bingoal WB BWB                     | Bingoal WB BWB            | Bingoal WB BWB |
| ---------------------------------- | ------------------------- | -------------- |
| Nr                                 | Kolarz                    | Miejsce        |
| 171                                | Alexis Guérin (FRA)       | DNF            |
| 172                                | Floris De Tier (BEL)      | DNF            |
| 173                                | Johan Meens (BEL)         | 77.            |
| 174                                | Dimitri Peyskens (BEL)    | 67.            |
| 175                                | Lennert Teugels (BEL)     | 31.            |
| 176                                | Marco Tizza (ITA)         | 89.            |
| 177                                | Aaron Van der Beken (BEL) | 69.            |
| Dyrektor sportowy : Olivier Kaisen |                           |                |

| Tudor Pro Cycling Team TUD           | Tudor Pro Cycling Team TUD   | Tudor Pro Cycling Team TUD |
| ------------------------------------ | ---------------------------- | -------------------------- |
| Nr                                   | Kolarz                       | Miejsce                    |
| 181                                  | Sébastien Reichenbach (SUI)  | 38.                        |
| 182                                  | Nils Brun (SUI)              | DNF                        |
| 183                                  | Aloïs Charrin (FRA)          | 63.                        |
| 184                                  | Lucas Eriksson (SWE) (szosa) | 64.                        |
| 185                                  | Simon Pellaud (SUI)          | 62.                        |
| 186                                  | Alexander Kamp (DEN) (szosa) | DNF                        |
| 187                                  | Roland Thalmann (SUI)        | 48.                        |
| Dyrektor sportowy : Morgan Lamoisson |                              |                            |

| Saint Michel-Mavic-Auber 93 AUB | Saint Michel-Mavic-Auber 93 AUB | Saint Michel-Mavic-Auber 93 AUB |
| ------------------------------- | ------------------------------- | ------------------------------- |
| Nr                              | Kolarz                          | Miejsce                         |
| 191                             | Morne van Niekerk (RSA)         | DNF                             |
| 192                             | Thomas Devaux (FRA)             | DNF                             |
| 193                             | Nicolas Debeaumarché (FRA)      | DNF                             |
| 194                             | Joris Delbove (FRA)             | DNF                             |
| 195                             | Anthony Maldonado (FRA)         | DNF                             |
| 196                             | Florian Rapiteau (FRA)          | DNF                             |
| 197                             | Thomas Gachignard (FRA)         | 90.                             |
| Dyrektor sportowy : Tony Hurel  |                                 |                                 |

| CIC U Nantes Atlantique UCN           | CIC U Nantes Atlantique UCN | CIC U Nantes Atlantique UCN |
| ------------------------------------- | --------------------------- | --------------------------- |
| Nr                                    | Kolarz                      | Miejsce                     |
| 201                                   | Jordan Jegat (FRA)          | 24.                         |
| 202                                   | Yaël Joalland (FRA)         | 53.                         |
| 203                                   | Léo Danès (FRA)             | 93.                         |
| 204                                   | Maël Guégan (FRA)           | 66.                         |
| 205                                   | Robin Plamondon (CAN)       | 97.                         |
| 206                                   | Nolann Mahoudo (FRA)        | DNF                         |
| 207                                   | Noa Isidore (FRA)           | DNF                         |
| Dyrektor sportowy : Axel Clot-Courant |                             |                             |

Legenda: DNF – nie ukończył, OTL – przekroczył limit czasu, DNS – nie wystartował, DSQ – zdyskwalifikowany.

## Klasyfikacja generalna
| \| Klasyfikacja generalna \| Klasyfikacja generalna \| Klasyfikacja generalna \| Klasyfikacja generalna \| Klasyfikacja generalna \| \| Kolarz \| Kolarz \| Państwo \| Drużyna \| Czas \| \| ---------------------- \| ---------------------- \| ---------------------- \| ------------------------ \| ---------------------- \| \| 1. \| Julian Alaphilippe \| Francja \| Soudal Quick-Step \| 4h 22' 50" \| \| 2. \| David Gaudu \| Francja \| Groupama-FDJ \| + 0" \| \| 3. \| Mattias Skjelmose \| Dania \| Trek-Segafredo \| + 31" \| \| 4. \| Victor Lafay \| Francja \| Cofidis \| + 31" \| \| 5. \| Romain Grégoire \| Francja \| Groupama-FDJ \| + 43" \| \| 6. \| Felix Gall \| Austria \| AG2R Citroën Team \| + 43" \| \| 7. \| Lorenzo Rota \| Włochy \| Intermarché-Circus-Wanty \| + 43" \| \| 8. \| Guillaume Martin \| Francja \| Cofidis \| + 51" \| \| 9. \| Rui Costa \| Portugalia \| Intermarché-Circus-Wanty \| + 54" \| \| 10. \| Pierre Latour \| Francja \| TotalEnergies \| + 54" \| |                    |            |                          |            |
| |                    |            |                          |            |
| Źródło: ProCyclingStats |                    |            |                          |            |
| Klasyfikacja generalna |                    |            |                          |            |
| Kolarz | Kolarz             | Państwo    | Drużyna                  | Czas       |
| 1. | Julian Alaphilippe | Francja    | Soudal Quick-Step        | 4h 22' 50" |
| 2. | David Gaudu        | Francja    | Groupama-FDJ             | + 0"       |
| 3. | Mattias Skjelmose  | Dania      | Trek-Segafredo           | + 31"      |
| 4. | Victor Lafay       | Francja    | Cofidis                  | + 31"      |
| 5. | Romain Grégoire    | Francja    | Groupama-FDJ             | + 43"      |
| 6. | Felix Gall         | Austria    | AG2R Citroën Team        | + 43"      |
| 7. | Lorenzo Rota       | Włochy     | Intermarché-Circus-Wanty | + 43"      |
| 8. | Guillaume Martin   | Francja    | Cofidis                  | + 51"      |
| 9. | Rui Costa          | Portugalia | Intermarché-Circus-Wanty | + 54"      |
| 10. | Pierre Latour      | Francja    | TotalEnergies            | + 54"      |